# Andrew Omobamidele
Andrew Omobamidele (Dublino, 23 giugno 2002) è un calciatore irlandese, difensore dello Strasburgo e della nazionale irlandese.

## Biografia
È di origini nigeriane da parte di padre.

## Caratteristiche tecniche
È un difensore centrale.

## Carriera

### Club
Cresciuto nel settore giovanile del Norwich City, debutta in prima squadra il 16 gennaio 2021 in occasione dell'incontro di Championship vinto 2-1 contro il Cardiff City.
Dopo essere passato al Nottingham Forest, e aver collezionato in una stagione e mezzo 11 presenze, si trasferisce in prestito fino al termine della stagione allo Strasburgo.

### Nazionale
Ha giocato nelle nazionali giovanili irlandesi Under-17, Under-19 ed Under-21.
Nel maggio del 2021 riceve la prima convocazione dalla nazionale irlandese in vista delle amichevoli contro Andorra e Ungheria senza però essere impiegato; convocato nuovamente in vista degli incontri di qualificazione per il campionato mondiale 2022, debutta il 1º settembre rimpiazzando Dara O'Shea nel primo tempo nel match perso 2-1 contro il Portogallo.

## Statistiche
Statistiche aggiornate al 22 maggio 2024.

### Presenze e reti nei club
| Stagione            | Squadra             | Campionato          | Campionato | Campionato | Coppe nazionali | Coppe nazionali | Coppe nazionali | Coppe continentali | Coppe continentali | Coppe continentali | Altre coppe | Altre coppe | Altre coppe | Totale | Totale | Totale |
| Stagione            | Squadra             | Comp                | Pres       | Reti       | Comp            | Pres            | Reti            | Comp               | Pres               | Reti               | Comp        | Pres        | Reti        | Pres   | Reti   |        |
| ------------------- | ------------------- | ------------------- | ---------- | ---------- | --------------- | --------------- | --------------- | ------------------ | ------------------ | ------------------ | ----------- | ----------- | ----------- | ------ | ------ | ------ |
| 2020-2021           | Norwich City        | FLC                 | 9          | 0          | FACup+CdL       | 0+0             | 0+0             | -                  | -                  | -                  | -           | -           | -           | 9      | 0      |        |
| 2021-2022           | Norwich City        | PL                  | 5          | 1          | FACup+CdL       | 0+2             | 0+0             | -                  | -                  | -                  | -           | -           | -           | 7      | 1      |        |
| 2022-2023           | Norwich City        | PL                  | 34         | 1          | FACup+CdL       | 1+0             | 0+0             | -                  | -                  | -                  | -           | -           | -           | 35     | 1      |        |
| Totale Norwich City | Totale Norwich City | Totale Norwich City | 48         | 2          |                 | 3               | 0               |                    | -                  | -                  |             | -           | -           | 51     | 2      |        |
| 2023-2024           | Nottingham Forest   | PL                  | 11         | 0          | FACup+CdL       | 3+0             | 1+0             | -                  | -                  | -                  | -           | -           | -           | 14     | 1      |        |
| Totale carriera     | Totale carriera     | Totale carriera     | 59         | 2          |                 | 6               | 1               |                    | -                  | -                  |             | -           | -           | 65     | 3      |        |

### Cronologia presenze e reti in nazionale
| Cronologia completa delle presenze e delle reti in nazionale ― Irlanda | Cronologia completa delle presenze e delle reti in nazionale ― Irlanda | Cronologia completa delle presenze e delle reti in nazionale ― Irlanda | Cronologia completa delle presenze e delle reti in nazionale ― Irlanda | Cronologia completa delle presenze e delle reti in nazionale ― Irlanda | Cronologia completa delle presenze e delle reti in nazionale ― Irlanda | Cronologia completa delle presenze e delle reti in nazionale ― Irlanda | Cronologia completa delle presenze e delle reti in nazionale ― Irlanda |
| Data                                                                   | Città                                                                  | In casa                                                                | Risultato                                                              | Ospiti                                                                 | Competizione                                                           | Reti                                                                   | Note                                                                   |
| ---------------------------------------------------------------------- | ---------------------------------------------------------------------- | ---------------------------------------------------------------------- | ---------------------------------------------------------------------- | ---------------------------------------------------------------------- | ---------------------------------------------------------------------- | ---------------------------------------------------------------------- | ---------------------------------------------------------------------- |
| 1-9-2021                                                               | Faro                                                                   | Portogallo                                                             | 2 – 1                                                                  | Irlanda                                                                | Qual. Mondiali 2022                                                    | -                                                                      | 35’                                                                    |
| 7-9-2021                                                               | Dublino                                                                | Irlanda                                                                | 1 – 1                                                                  | Serbia                                                                 | Qual. Mondiali 2022                                                    | -                                                                      |                                                                        |
| 9-10-2021                                                              | Baku                                                                   | Azerbaigian                                                            | 0 – 3                                                                  | Irlanda                                                                | Qual. Mondiali 2022                                                    | -                                                                      |                                                                        |
| 12-10-2021                                                             | Dublino                                                                | Irlanda                                                                | 4 – 0                                                                  | Qatar                                                                  | Amichevole                                                             | -                                                                      |                                                                        |
| 14-11-2021                                                             | Lussemburgo                                                            | Lussemburgo                                                            | 0 – 3                                                                  | Irlanda                                                                | Qual. Mondiali 2022                                                    | -                                                                      | 90’                                                                    |
| 22-3-2023                                                              | Dublino                                                                | Irlanda                                                                | 3 – 2                                                                  | Lettonia                                                               | Amichevole                                                             | -                                                                      | 63’                                                                    |
| 21-11-2023                                                             | Dublino                                                                | Irlanda                                                                | 1 – 1                                                                  | Nuova Zelanda                                                          | Amichevole                                                             | -                                                                      |                                                                        |
| 23-3-2024                                                              | Dublino                                                                | Irlanda                                                                | 0 – 0                                                                  | Belgio                                                                 | Amichevole                                                             | -                                                                      |                                                                        |
| 26-3-2024                                                              | Dublino                                                                | Irlanda                                                                | 0 – 1                                                                  | Svizzera                                                               | Amichevole                                                             | -                                                                      | 57’                                                                    |
| 10-9-2024                                                              | Dublino                                                                | Irlanda                                                                | 0 – 2                                                                  | Grecia                                                                 | UEFA Nations League 2024-2025 - 1º turno                               | -                                                                      | 31’ 74’                                                                |
| Totale                                                                 |                                                                        | Presenze                                                               | 10                                                                     |                                                                        | Reti                                                                   | 0                                                                      |                                                                        |

## Palmarès

### Club

#### Competizioni nazionali
- Football League Championship: 1

Norwich City: 2020-2021